# Closterus sogai
Closterus sogai là một loài bọ cánh cứng trong họ Cerambycidae.